# Norra Björkfjärden, ost
Norra Björkfjärden, ost este o arie protejată (arie specială de conservare — SAC, sit de importanță comunitară — SCI) din Suedia întinsă pe o suprafață de 868 ha, integral pe uscat.

## Localizare
Centrul sitului Norra Björkfjärden, ost este situat la coordonatele 59°28′11″N 17°31′04″E / 59.4698°N 17.5177°E.

## Înființare
Situl Norra Björkfjärden, ost a fost declarat sit de importanță comunitară în ianuarie 1998 pentru a proteja 1 specie de plante. Situl a fost protejat și ca arie specială de conservare în martie 2011.

## Biodiversitate
Situată în ecoregiunea boreală, aria protejată conține 3 habitate naturale: Păduri de conifere pe eskere fluvioglaciare sau legate la acestea, Ape stătătoare oligotrofe până la mezotrofe, cu vegetație de Littorelletea uniflorae și/sau de Isoëto-Nanojuncetea, Păduri caducifoliate bătrâne naturale hemiboreale fino-scandinave (Quercus, Tilia, Acer, Fraxinus sau Ulmus) bogate în specii epifite.
La baza desemnării sitului se află o specie protejată de  plante: Alisma wahlenbergii.